# Хаш

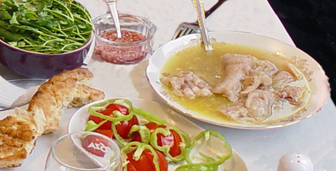

Хаш (Азер. Hash груз. ხაში) — рідка гаряча страва, різновид супу. Одна з найдавніших страв, що набула поширення по всьому Кавказу і Закавказзю, ймовірно, мала ритуальний характер. Спочатку була їжею бідняків.

## Інгредієнти
- Яловичі ноги (так само готують свинячий та курячий хаш)
- Шлунок
- Часник
- Зелень

## Етимологія назви
Назва «хаш», походить від Азер. «хашел» () ».

## Приготування
- Ретельно вимити, обпалити, вишкребти і вимити яловичі ноги. Розрубати їх уздовж і покласти в холодну воду на добу, змінюючи воду кожні дві-три години (у Вірменії традиційно кладуть ноги на 10–12 годин в холодний струмок). Варити ноги на слабкому вогні як мінімум 6–8 годин (в цілому). Допускається, хоча і небажано, в процесі варіння додавати воду замість тієї, що википіла — як і в будь-якому іншому випадку, окріп.
- Ретельно вишкребти та вимити шлунок, покласти в холодну воду, варити до зникнення специфічного запаху. Тим, хто абсолютно не переносить запаху шлунку, можна порадити кількаразово поварити по півгодини, зливаючи відвар, та наливаючи свіжу воду. Готовий рубець промити й нарізати тонкими смужками, додати до ніжок, що варяться, й варити до м'якості.
- Посолити вже готовий хаш.

## Вживання
Хаш традиційно вживають рано вранці, наступного дня після трапези і вживання спиртного. Хаш їсться до сніданку або замість сніданку. До хашу також може додаватися порубаний часник, пряна зелень: петрушка, селера, кіндза. Додатково разом з хашем може вживатися гостра редька. Їдять хаш, закушуючи тертою редькою, лавашем та прянощами — (базиліком та естрагоном). 
Згідно з питанням із передачі Що? Де? Коли?, вірменський хаш не любить три речі: коньяк (хаш їдять тільки під горілку), жінок (вони не повинні їсти часник) і тостів (тому що вони зазвичай довгі й великі, а хаш треба їсти лише в гарячому стані).[джерело?]